# Sinoxylon rejectum
Sinoxylon rejectum là một loài bọ cánh cứng trong họ Bostrichidae. Loài này được Hope miêu tả khoa học năm 1845.